# ロリポップ!
ロリポップ! (lolipop!) は、GMOペパボ（旧社名：株式会社paperboy&co. ）が運営するレンタルサーバサービス。キャッチコピーは「すぐに使える、ずっと使える。」

## 概要
サービス開始時の社名は「株式会社paperboy&co. 」。当時はレンタルサーバサービスはまだ高価格で、専門知識が必要な法人向けサービスしかなかったが、学生や女性などホームページ初心者をターゲットとした個人向けのレンタルサーバサービスとして開始し、ターゲット層に合わせて月額100円（税別）からという低価格帯で提供した。
初心者などを対象としていることからサポート体制が厚く、ホームページ作成から各種機能やツールの設定まで掲載されたオンラインマニュアル、よくある質問、用語集などがある。また、チャット形式でオペレーターとやり取りが可能なライブヘルプも用意されている。
2018年からはレンタルサーバサービス同様の使い勝手の良さを持ちながら、クラウドホスティングのようにオートスケール機能を備え、突発的なアクセスにも柔軟に対応できる「マネージドクラウドプラン」を提供開始。翌2019年にはレンタルサーバサービスに「ハイスピードプラン」を追加し、2023年時点ではレンタルサーバサービスに5プランを用意している。
かつては、ロリポップ!のマスコットキャラクターとして、サンタクロース姿で三角帽子を被り手提げランプを持った「ロリポおじさん」がいた。2023年に公開された「創業20周年特設サイト」中で、2005年にリリースされた「教えてロリポおじさん」が、人工知能搭載の「教えてAIロリポおじさん」として期間限定で復活した。

## 沿革
- 2001年11月11日 - サービス開始。サービス開始当初の利用料金は月額600円から。サーバー容量100MBのライトプラン、200MBのスタンダードプラン、500MBのプロフェッショナルプランを揃えていた。[要出典]
- 2005年2月7日 - 株式会社paperboy&co.が、ブログサービス「ロリポブログ」をサービス開始。[要出典]
- 2006年4月 - 中級者向けレンタルサーバーとして「チカッパ！レンタルサーバー」の提供開始[6]。
- 2009年6月29日 - サーバー容量を200MBから1GBに増量[7]。
- 2010年
  - 3月29日 - 累計申し込み数80万件突破を記念して、サーバー容量を1GBから8GBに増量[8]。
  - 9月7日 - サーバー容量1GBで月額100円のコロリポプラン（現・エコノミープラン）を開始。従来のサービスはロリポプラン（現・ライトプラン）となる[2]。
- 2011年1月18日 - 「チカッパ！レンタルサーバー」を統合し、ロリポップのチカッパプラン（現・スタンダードプラン）とする[6]。
- 2012年
  - 10月23日 - プロフィール作成サービス「potofoo（ポトフ）」をリリース[9]。
  - 11月12日 - 11周年を記念してキャンペーンを実施[10]。開始後約3時間半で当初の内容が変更になる事態が発生[11]。
- 2013年
  - 1月22日 - 独自ドメインのウェブサイトでGMOグローバルサインのSSLサーバー証明書を利用できる「独自SSL」有料オプション（現・独自SSL（PRO））の提供をチカッパプラン（現・スタンダードプラン）で開始[12]。
  - 2月14日 - バレンタインデーに合わせ、愛のキューピッドから「合法ハープ」がプレゼントされるキャンペーンを実施[13]。実際には玩具のハープが景品として用意された。
- 2013年3月11日 - ロリポプラン（現・ライトプラン）で「独自SSL」オプション（現・独自SSL（PRO））が利用可能となる[14]。
- 2013年
  - 4月16日 - 申し込み総数120万人突破記念キャンペーンを実施[15]、Twitterで35,000件以上リツイートされた[16][17]。
  - 4月24日 - データベースサーバーにMySQL5.6を導入[18]。
- 2014年10月15日 - ビジネスプラン（現・エンタープライズプラン）の提供を開始。[要出典]
- 2015年9月7日 - プランの名称を変更。[要出典]
- 2017年
  - 1月11日 - リブランディングを実施し、新しいサイトデザインを公開。併せてキャッチコピーを「すぐに使える、ずっと使える。」へ変更。[要出典]
  - 7月11日 - 米国Let's EncryptのSSLサーバー証明書が無料で取得できる「独自SSL（無料）」を全プランで提供開始[19]。これに伴い、従来の有料の独自SSLオプションは「独自SSL（PRO）」となる。
- 2018年4月18日 - VPSやクラウドの拡張性・自由度の高さと、マネージド型である共用レンタルサーバーの手軽さを兼ね備えた「マネージドクラウドプラン」を提供開始[3]。
- 2019年9月2日 - サイト表示の速さと安定性に特化した「ハイスピードプラン」を提供開始[20]。
- 2021年
  - 4月7日 - ブログサービス「ロリポブログ」の新規登録を終了[21]。
  - 11月11日 - サービス開始20周年を記念した特設ページ「ロリポップ100周年まであと80年【おかげさまで20周年】」を公開、希望するユーザーに感謝状を送る企画を実施[22]。
- 2023年2月28日 - 創業20周年特設サイトを公開、その中で2005年にリリースされ話題となった機能「教えてロリポおじさん」が20周年を記念し、人工知能（AI）を搭載した「教えてAIロリポおじさん」として期間限定で復活[5]。

## 障害
クラッキング
- 2006年3月22日、クラッカーにより、sv212サーバ上にある全てのドメインがクラックされ、同年3月28日頃に復旧した。[要出典]
- 同2006年12月12日、クラッカーにより、sv140、sv146サーバ上にあるindexファイルが無差別に書き換えられる現象が発生。これはユーザーが設置した特定スクリプトの脆弱性が原因であった。[要出典]

検索エンジン
- 同2006年8月22日頃、ユーザーのウェブサイトがYahoo!検索のインデックスから消える現象が発生し始めた。ロリポップユーザーが集う2ちゃんねるのスレッドでは、アフィリエイターを中心に被害額などの報告がなされ、アフィリエイターや商業サイトには致命的な被害となった。[要出典]

ロリポップ!公式サイトの発表によれば、ロリポップ!がYahoo!のクローラー変更後のIPアドレスを拒絶する設定にしていたことが原因であった。ロリポップでは、特定のIPアドレスからの大量アクセスによりサーバダウンが頻発したため、該当IPからのアクセスを拒絶するよう設定を変更していた。しかしこの拒絶したIPアドレスは、Yahoo!が同年7月28日に変更を行った新しいクローラーのものであった。Yahoo!がそれまで併用していた旧クローラーの運用を停止したため、クローラーからのアクセスがまったくできない状態になった。その後、ロリポップ!ではYahoo!に状況確認をしたうえで設定変更を行い、クローラーが正常に動作することも確認された。

## ロリポブログ
またレンタルサーバサービスのほか、ブログサービスとして「ロリポブログ」を提供してきた。これはGMOペパボが運営してきたブログサービス「JUGEM」を、ロリポップ!のユーザー向けに提供してきたものであった。GMOペパボは2021年4月1日付で、エムティーアイの子会社である株式会社メディアーノへ「JUGEM」を事業譲渡した。
これに伴い、GMOペパボは、同2021年4月7日付で「ロリポブログ」の新規登録を終了した。